# Marion Limbach
Pour les articles homonymes, voir Limbach.
Marion Limbach, née le 10 septembre 1981 à Lisieux, est une tumbleuse française.
Elle est sacrée championne d'Europe de tumbling par équipe en 2000 avec Mélanie Avisse, Mariama N'Dour et Chrystel Robert, médaillée de bronze dans l'épreuve féminine de tumbling par équipe avec Emeline Millory et Delphine François aux Championnats du monde 2003 à Hanovre et aux Championnats du monde 2005 à Eindhoven avec Emeline Millory, Delphine François et Elisa Faure.
Elle est aussi médaillée de bronze par équipe aux Championnats d'Europe de 2004 avec Delphine François, Emeline Millory et Claire Bredillet.